# Бентон (Висконсин)
Бентон (енгл. Benton) град је у америчкој савезној држави Висконсин.

## Демографија
По попису из 2010. године број становника је 973, што је 3 (-0,3%) становника мање него 2000. године.
| Група             | 2000.       | 2010.       |
| Белци             | 960 (98,4%) | 955 (98,2%) |
| Афроамериканци    | 1 (0,1%)    | 1 (0,1%)    |
| Азијати           | 12 (1,2%)   | 3 (0,3%)    |
| Хиспаноамериканци | 0 (0,0%)    | 4 (0,4%)    |
| Укупно            | 976         | 973         |